# Liste der Bildungseinrichtungen im Landkreis Karlsruhe

Bildungsorte und Lernwelten in Deutschland

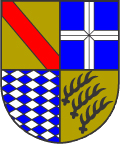
Wappen des Landkreises Karlsruhe

In der Liste der Bildungseinrichtungen in Karlsruhe sind Bildungseinrichtungen, in Trägerschaft des Landkreises Karlsruhe in Baden-Württemberg oder im Gebiet des Landkreises Karlsruhe, aufgeführt. Die Schulaufsicht für die öffentlichen Schulen im Landkreis Karlsruhe liegt im Bereich der Gymnasien und beruflichen Schulen beim Regierungspräsidium Karlsruhe, für die Grund-, Werkreal- und Realschulen, die Sonderpädagogischen Bildungs- und Beratungszentren (SBBZ) und die Gemeinschaftsschulen ist das Staatliche Schulamt Karlsruhe zuständig.
Die Liste erhebt keinen Anspruch auf Vollständigkeit.

## Hochschulen
- Hochschule für Polizei Baden-Württemberg, Bruchsal, Dittmannswiesen 64 (⊙)

## Medienzentren
Im Landkreis Karlsruhe gibt es mehrere Medienzentren:
- Kreismedienzentrum Karlsruhe (Land), Standort Bruchsal, Am alten Güterbahnhof 9 (⊙)
- Kreismedienzentrum Karlsruhe (Land), Standort Ettlingen, Beethovenstraße 1 (⊙)
- Katholische Medienstelle Bruchsal, Wilderichstraße 10 (⊙)

## Öffentliche Schulen

### Grundschulen
Nachfolgenden werden alle Grundschulen, sortiert nach Kommunen aufgeführt. Für Grundschulen, mit einer gemeinsame Schulleitung mit einer weiteren Schulart haben, siehe Schulverbünde
Bad Schönborn

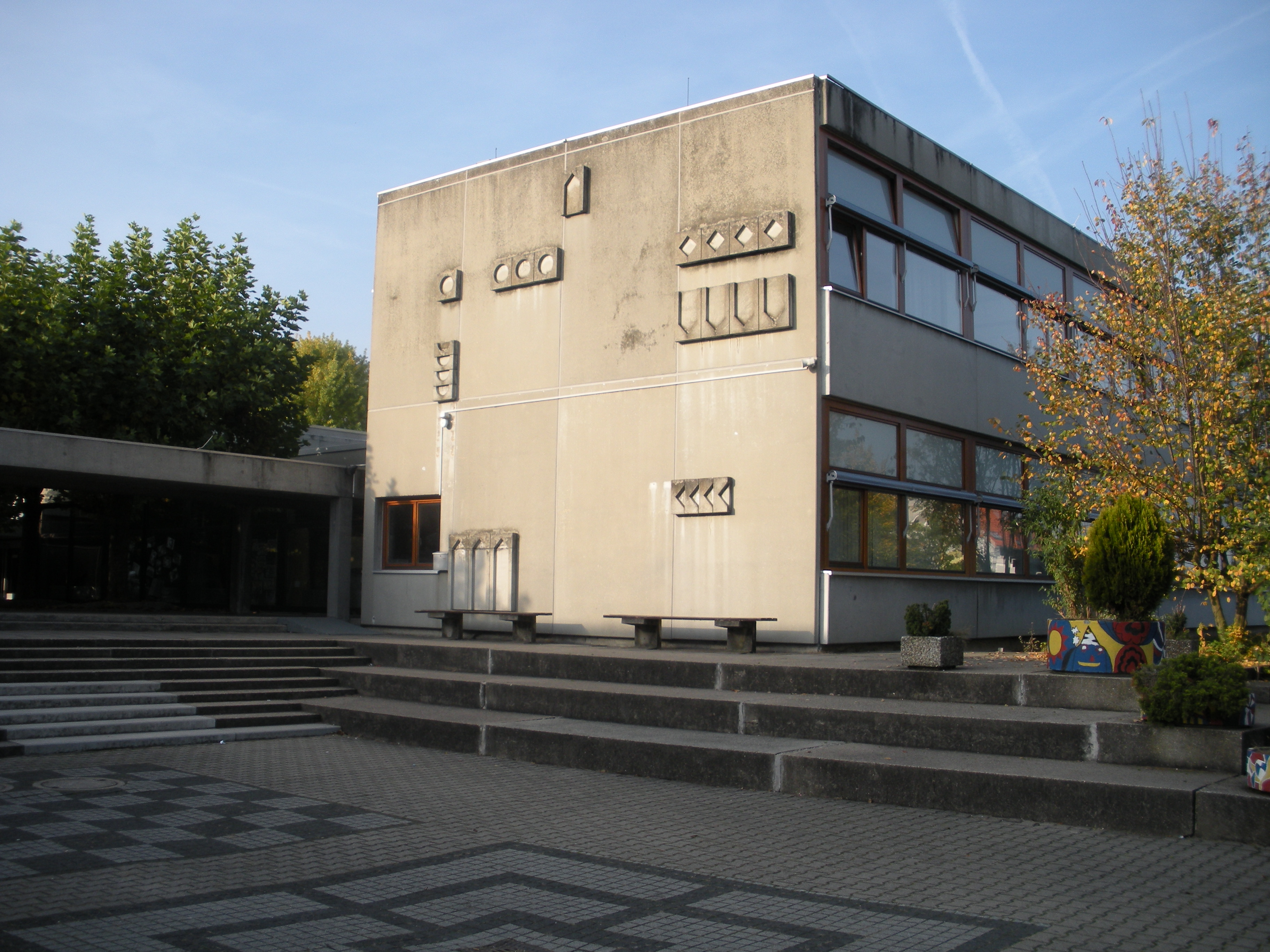
Schulgebäude der Eisenhutschule in Kraichtal

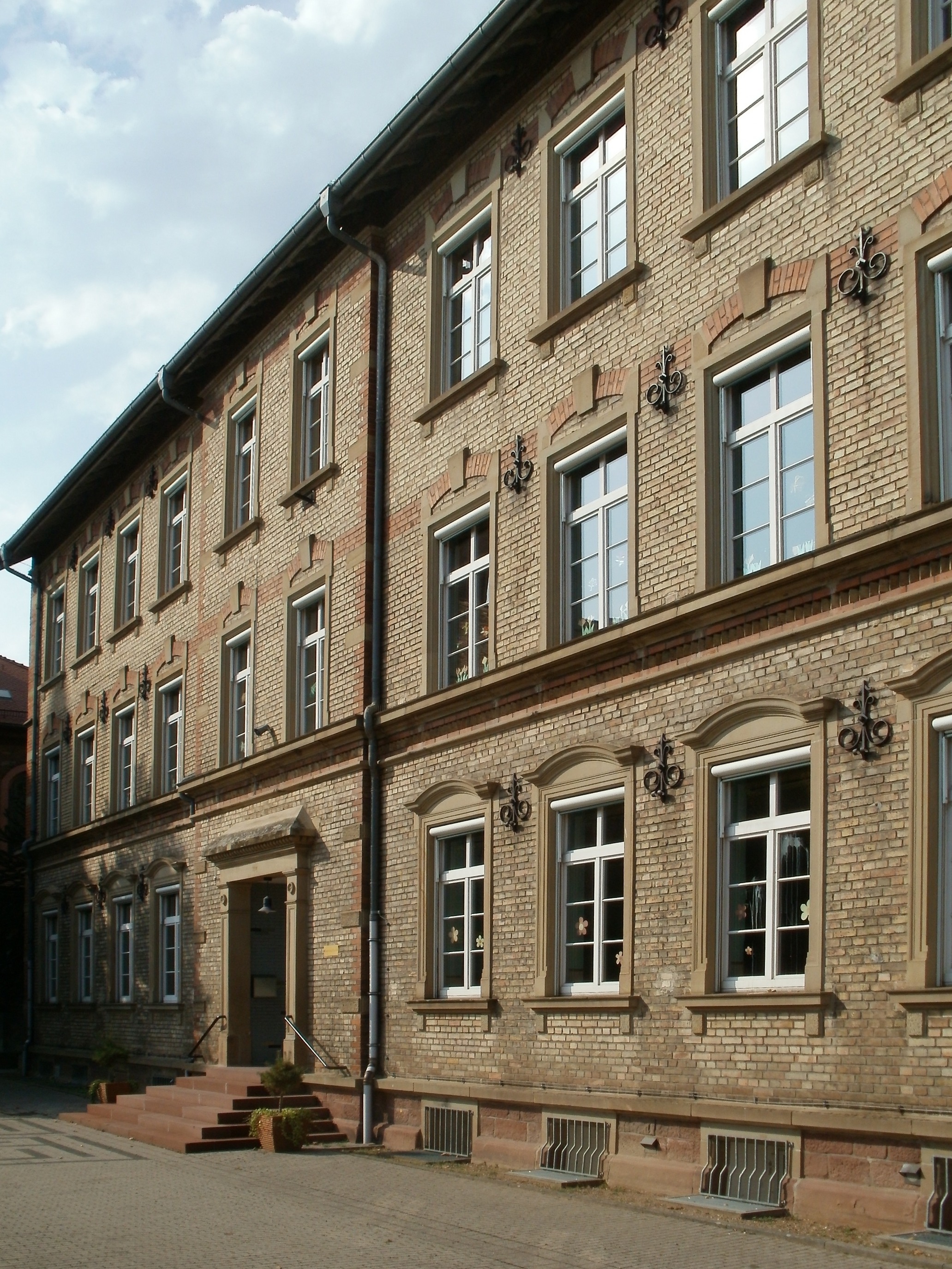
Schulgebäude der Goetheschule in Waghäusel-Kirrlach

- Franz-Josef-Kuhn-Grundschule Langenbrücken, Huttenstraße 21 (⊙)
- Michael-Ende-Grundschule, Pestalozzistraße 3 (⊙)

Bretten
- Grundschule Bauerbach, Bürgerstraße 69 (⊙)
- Martin-Judt-Grundschule Büchig, Schulhausplatz 1 (⊙)
- Schwandorf-Grundschule Diedelsheim, Seestraße 21–23 (⊙)
- Grundschule Gölshausen, Mönchsstraße 3 (⊙)
- Pfarrer-Wolfram-Hartmann-Schule, Kirchbergstraße 8 (⊙)
- Grundschule Rinklingen, Hauptstraße 12–14 (⊙)
- Grundschule Ruit, Bergweg 10 (⊙)

Bruchsal
- Grundschule Büchenau, Hubertusstraße 34  (⊙)
- Grundschule Helmsheim, Karl-Friedrich-Straße 18 (⊙)
- Dietrich-Bonhoeffer-Schule Heidelsheim, Merianstraße 2 (⊙)
- Johann-Peter-Hebelschule, Wilderichstraße 14 (⊙)
- Joß-Fritz-Schule Untergrombach, Joß-Fritz-Straße 30 (⊙)

Eggenstein-Leopoldshafen
- Lindenschule Eggenstein, Kirchenstraße 17–19 (⊙)
- Grundschule Leopoldshafen, Nordring 9 (⊙)

Ettlingen
- Thiebauthschule, Pforzheimer Straße 20 (⊙)
- Erich Kästner-Schule, Georg-Blasel-Straße 9 (⊙)
- Grundschule Oberweier, Bergstraße 18 (⊙)
- Hans-Thoma-Schule, Grübstraße 26 (⊙)
- Geschwister-Scholl-Schule, Schulstraße 6 (⊙)
- Johann-Peter-Hebel-Schule, Am Dorfbach 7  (⊙)

Graben-Neudorf
- Adolf-Kußmaul-Grundschule, Friedrichstaler Straße 25 (⊙)
- Erich-Kästner-Grundschule, Hofstraße 16 (⊙)

Hambrücken
- Pfarrer Graf Grundschule, Pfarrer-Graf-Straße 8 (⊙)

Karlsbad
- Grundschule Auerbach, In der Kail 10 (⊙)
- Grundschule Ittersbach, Belchenstraße 29 (⊙)
- Grundschule Langensteinbach, Wikingerstraße 9/1 (⊙)
- Grundschule Mutschelbach, Schulstraße 20 (⊙)
- Grundschule Spielberg, Enzstraße 18 (⊙)

Karlsdorf-Neuthard
- Sebastianschule Neuthard, Schulstraße 32 (⊙)

Kraichtal
- Graf-Eberstein-Schule, Hauptstraße 85 (⊙)
- Grundschule Landshausen, Forststraße 2 (⊙)
- Grundschule Menzingen, Heilbronner Straße 56 (⊙)
- Burggarten-Schule, Burggartenstraße 5 (⊙)
- Eisenhut-Schule, Schulstraße 40 (⊙)

Kürnbach
- Grundschule Kürnbach, Schulstraße 5 (⊙)

Linkenheim-Hochstetten
- Grundschule Hochstetten, Schulstraße 15 (⊙)

Malsch
- Johann-Peter-Hebel-Schule, Schulstraße 1 (⊙)
- Mahlbergschule Völkersbach, Albtalstraße 22 (⊙)

Marxzell
- Carl-Benz-Schule, Pforzheimer Straße 40 (⊙)

Oberderdingen
- Samuel-Friedrich-Sauter-Grundschule Flehingen, Samuel-Friedrich-Sauter-Str. 43 (⊙)
- Heinrich-Blanc-Grundschule Großvillars, Schulstraße 11 (⊙)

Oberhausen-Rheinhausen
- Kastanienhof-Grundschule, Jahnstraße 2 (⊙)
- Grundschule Rheinhausen, Hauptstraße 10 (⊙)

Östringen
- Silcherschule, Mozartstraße 1c (⊙)
- Rosi-Gollmann-Grundschule, Weinbergstraße 13 (⊙)

Pfinztal
- Grundschule Kleinsteinbach, Eschenweg 2 (⊙)
- Grundschule Söllingen, Rittnertstraße 7 (⊙)
- Grundschule Wöschbach, Im Eigen 8 (⊙)

Philippsburg
- Grundschule Rheinsheim, Hauptstraße 34 (⊙)
- Franz-Christoph-von-Hutten Grundschule, Am Schulplatz 5 (⊙)

Rheinstetten
- Pestalozzi-Grundschule, Viktoriastraße 17 (⊙)
  - Außenstelle Pestalozzi-Grundschule an der Albert-Schweitzer-Grundschule, Albert-Schweitzer-Straße 4 (⊙)
- Rheinwaldschule, Rheinstraße 15 (⊙)
- Schwarzwaldschule, Vogesenstraße 20 (⊙)

Stutensee
- Theodor-Heuss-Grundschule Blankenloch-Büchig, Schwarzwaldstraße 4 (⊙)
- Pestalozzi Grundschule Blankenloch, Hauptstraße 100 (⊙)
- Friedrich-Magnus-Schule Friedrichstal, Straße der Picardie 1 (⊙)
- Richard-Hecht-Grundschule Spöck, Heinrich-Heine-Straße 1 (⊙)
- Drais-Grundschule Staffort, Draisstraße 2 (⊙)

Ubstadt-Weiher
- Grundschule Weiher, Schulstraße 3 (⊙)
- Grundschule Stettfeld, Humboldtstraße 2 (⊙)
- Grundschule Zeutern, Aue 1 (⊙)

Waghäusel
- Bolandenschule, Schulstraße 5 (⊙)
  - Außenstelle Bolandenschule, Kirchstraße 3 (⊙)
- Goetheschule, St. Leoner Straße 5 (⊙)
- Schillerschule, Lindenallee 1 (⊙)
- Wilhelm-Busch-Grundschule, Bonhoefferstraße 9a (⊙)

Waldbronn
- Albert-Schweitzer-Schule, Zwerstraße 15 (⊙)
- Anne-Frank-Schule, Brucknerweg 1 (⊙)
- Waldschule Etzenrot, Neufeldstraße 3 (⊙)

Walzbachtal
- Walzbachschule Jöhlingen, Kirchplatz 18 (⊙)
- Grundschule Wössingen, Wössinger Straße 56 (⊙)

Zaisenhausen
- Grundschule Zaisenhausen, Auggartenstraße 43 (⊙)

### Schulverbünde
Bretten

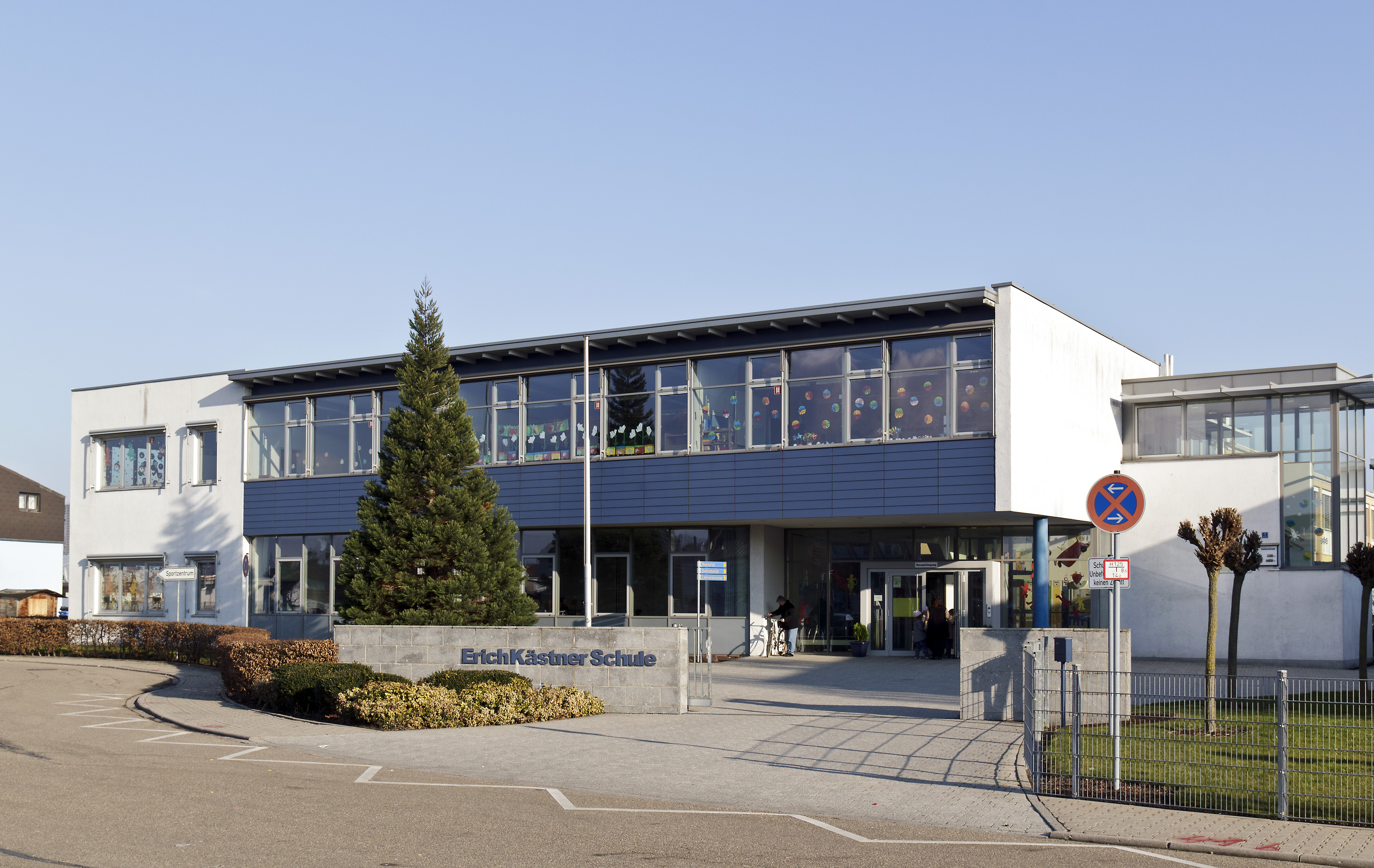
Schulgebäude der Erich-Kästner-Schule in Kronau

- Schillerschule (Grund- und Werkrealschule), Max-Planck-Straße 7 (⊙)

Bruchsal
- Burgschule Obergrombach (Grund- und Hauptschule), Danzberg 9 (⊙)
- Stirumschule (Grund-, Haupt- und Werkrealschule), Schwimmbadstraße 2a (⊙)

Ettlingen
- Pestalozzischule (Grund- und Werkrealschule), Lindenweg 6–8 (⊙)
- Schillerschule (Grund- und Werkrealschule), Scheffelstraße 1 (⊙)

Karlsbad
- Gemeinschaftsschule Karlsbad Waldbronn mit Werkrealschule, Am Schelmenbusch (⊙)

Karlsdorf-Neuthard
- Schönbornschule Karlsdorf (Grund- und Werkrealschule), Schönbornstraße 3 (⊙)

Kronau
- Erich Kästner Grund- und Hauptschule mit Werkrealschule, Hebelstraße 1 (⊙)

Linkenheim-Hochstetten
- Grund- und Werkrealschule Linkenheim, Heussstraße 1 (⊙)

Oberderdingen
- Strombergschule (Grund-, Haupt- und Werkrealschule), Aschingerstraße 25 (⊙)

Östringen
- Carl-Dänzer-Schule Odenheim (Grund- und Werkrealschule), Michaelstraße 12 (⊙)

Pfinztal
- Schlossgartenschule, Schlossgartenstraße 9 (⊙)

Philippsburg
- Hieronymus-Nopp-Schule (Grund- und Werkrealschule), Hieronymus-Nopp-Straße 1 (⊙)

Ubstadt-Weiher
- Alfred-Delp-Schulzentrum (Grund-, Werkreal- und Realschule), Hebelstraße 2–4 (⊙)

### Realschulen
Bad Schönborn

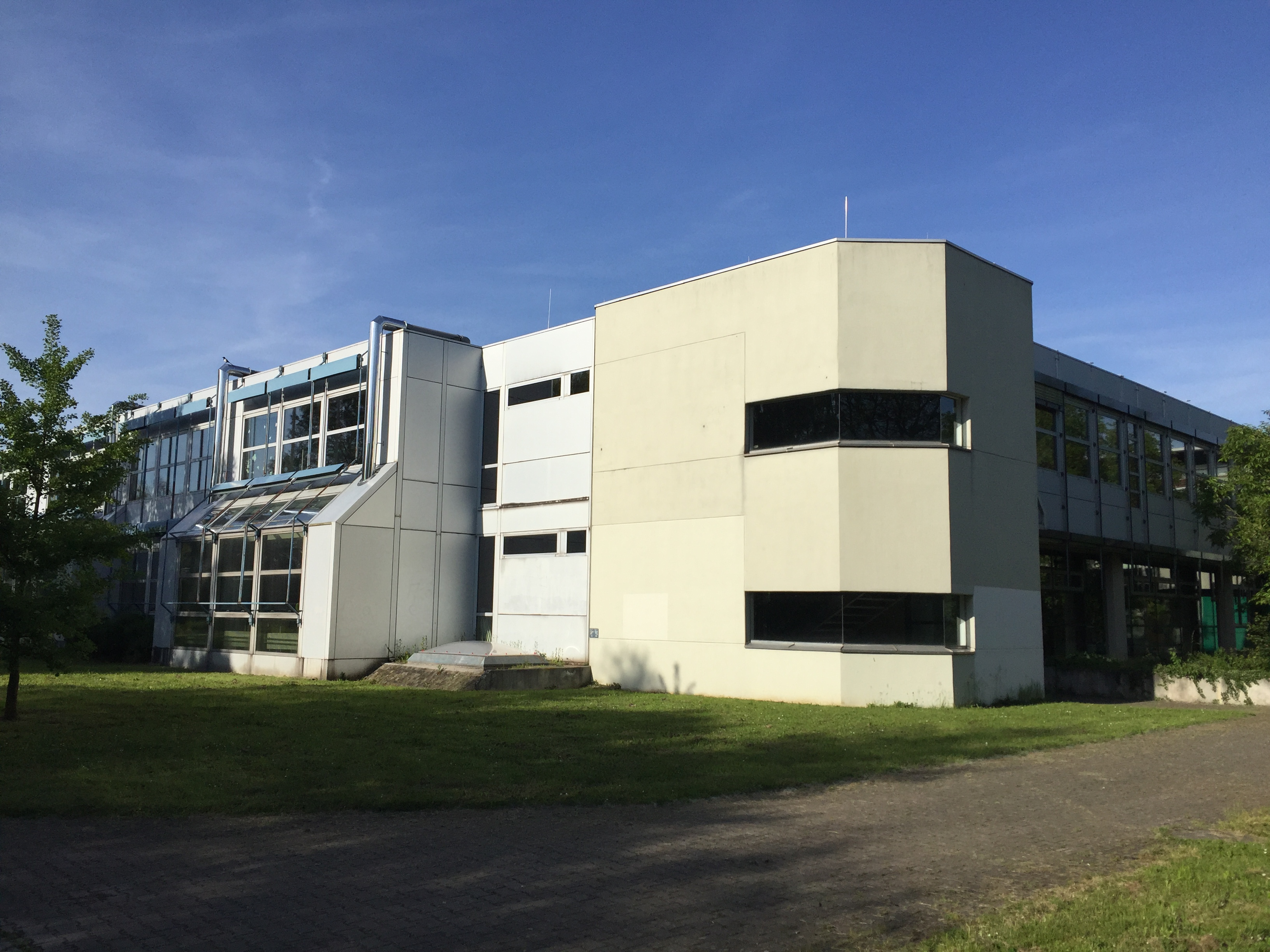
Fassade des Schulzentrums in Stutensee

- Realschule Bad-Schönborn, Ohrenbergstraße 9 (⊙)

Bretten
- Max-Planck-Realschule, Max-Planck-Straße 5 (⊙)

Bruchsal
- Albert-Schweitzer-Realschule, Schnabel-Henning-Straße 4 (⊙)
- Joß-Fritz-Schule Untergrombach, Joß-Fritz-Straße 30 (⊙)

Ettlingen
- Anne-Frank-Realschule, Middelkerker Straße 1-5 (⊙)
- Wilhelm-Lorenz-Realschule, Karl-Friedrich-Straße 24 (⊙)

Karlsbad
- Realschule Karlsbad, Im Schelmenbusch (⊙)

Linkenheim-Hochstetten
- Realschule Linkenheim, Virchowstr. 1 (⊙)

Oberderdingen
- Leopold-Feigenbutz-Realschule, Am Gänsberg 2 (⊙)

Östringen
- Thomas-Morus-Realschule, Mozartstraße 1d (⊙)

Pfinztal
- Geschwister-Scholl Realschule, Schlossgartenstraße 11 (⊙)

Philippsburg
- Konrad-Adenauer-Realschule, Lessingstraße 27 (⊙)

Rheinstetten
- Realschule Rheinstetten, Am Tummelplatz 8

Stutensee
- Erich Kästner Realschule, Gymnasiumstraße 20

Waghäusel
- Johann-Peter-Hebel-Realschule, Gymnasiumstraße 3

### Gemeinschaftsschulen
Bad Schönborn
- Michael-Ende-Gemeinschaftsschule, Schönbornallee 30

Bretten
- Johann-Peter-Hebel-Schule, Weißhofer Str. 45

Eggenstein-Leopoldshafen
- Gemeinschaftsschule Eggenstein, Buchheimer Weg 6

Forst
- Lußhardt-Gemeinschaftsschule, Sudetenstraße 1

Gondelsheim
- Kraichgauschule Gondelsheim, Obergrombacher Straße 4

Graben-Neudorf
- Pestalozzi Gemeinschaftsschule, Pestalozzistraße 2

Kraichtal
- Markgrafen-Schule, Mönchsweg 12

Malsch
- Hans-Thoma-Schule, Adolf-Bechler-Straße 11

Oberhausen-Rheinhausen
- Gemeinschaftsschule Oberhausen-Rheinhausen, Am Schwarzen Weg 1

Sulzfeld
- Blanc-und-Fischer-Schule, Helmut-Klebsattel-Straße 5

Waghäusel
- Gemeinschaftsschule Waghäusel, Schulstraße 5

Weingarten
- Turmbergschule, Schulstraße 2

### Gymnasien
Bretten
- Melanchthon-Gymnasium, Weißhofer Straße 48
- Edith-Stein-Gymnasium, Breitenbachweg 15

Bruchsal
- Justus-Knecht-Gymnasium, Moltkestraße 33
- Schönborn-Gymnasium, Belvedere 6

Ettlingen
- Albertus-Magnus-Gymnasium, Middelkerker Straße 1–5
- Eichendorff-Gymnasium, Goethestraße 2–10

Karlsbad
- Gymnasium Karlsbad: Am Schelmenbusch 14-16

Östringen
- Leibniz-Gymnasium, Mozartstraße 1

Pfinztal
- Ludwig-Marum-Gymnasium, Schlossgartenstraße 9-11

Philippsburg
- Copernicus-Gymnasium, Lessingstraße 27

Rheinstetten
- Walahfrid-Strabo-Gymnasium, Am Tummelplatz 10

Stutensee
- Thomas-Mann-Gymnasium, Gymnasiumstraße 20

### Sonderpädagogische Bildungs- und Beratungszentren
Förderschwerpunkt Lernen
- Franz-Josef-Mone-Schule, Bad Schönborn, Falltorstraße 22
- Pestalozzischule, Bretten, Seestraße 25
- Pestalozzischule, Bruchsal, Bauwiesenstraße 12
- Carl-Orff-Schule, Ettlingen, Lindenweg 6
- Schwarzwaldschule Ittersbach, Karlsbad, Belchenstr. 29
- Mönchswald-Schule, Kraichtal, Schulstraße 40
- Albert-Schweitzer-Schule, Linkenheim-Hochstetten, Heussstraße 1
- Nikolaus-von-Myra-Schule, Philippsburg, Lessingstraße 23
- Hebelschule, Rheinstetten, Vogesenstraße 20

Förderschwerpunkt geistige Entwicklung
- Karl-Berberich-Schule, Bruchsal, Forster Straße 10
  - Kooperative Organisationsform an der Erich Kästner Schule, Kronau, Hebelstraße 1
  - Kooperative Organisationsform an der Nikolaus-von-Myra-Schule, Philippsburg, Lessingstraße 23
- Gartenschule, Ettlingen, Odertalweg 3
  - Kooperative Organisationsform an der Pestalozzischule, Ettlingen, Lindenweg 6
  - Kooperative Organisationsform an der Wilhelm-Lorenz-Realschule, Ettlingen, Karl-Friedrich-Straße 24
- Paula-Fürst-Schule, Oberderdingen, Dr. Friedrich-Schmitt-Straße 22
  - Kooperative Organisationsform an der Schwandorf-Grundschule Diedelsheim, Seestraße 21–23
  - Kooperative Organisationsform an der Leopold-Feigenbutz-Realschule, Oberderdingen, Am Gänsberg 2
- Hardtwaldschule, Karlsruhe, Moldaustraße 37 (in Trägerschaft des Landkreises Karlsruhe, aber im Gebiet der Stadt Karlsruhe)
  - Kooperative Organisationsform an der Lindenschule Eggenstein, Eggenstein-Leopoldshafen, Kirchenstraße 17–19

Förderschwerpunkt Sprache
- Astrid-Lindgren-Schule, Forst, Josefstraße 3

Förderschwerpunkt körperliche und motorische Entwicklung
- Ludwig Guttmann Schule Karlsbad, Karlsbad, Guttmannstraße 8
  - Außenstelle Ludwig-Guttmann-Schule, Karlsbad, Wikingerstraße 29
  - Außenstelle Ludwig-Guttmann-Schule, Karlsruhe, Moltkestraße 120
  - Außenstelle Ludwig-Guttmann-Schule, Kronau, Hebelstraße 1/1
  - Außenstelle Ludwig-Guttmann-Schule, Gaggenau, Mühlstraße 25

### Schulkindergärten
- Schulkindergarten Bretten (Förderschwerpunkt geistige Entwicklung), Bretten, Mönchsstraße 3
- Schulkindergarten Nordstadt (Förderschwerpunkt geistige Entwicklung), Bruchsal, Forster Straße 10
- Schulkindergarten Ettlingen (Förderschwerpunkt geistige Entwicklung), Ettlingen, Odertalweg 10
- Schulkindergarten Forst (Förderschwerpunkt Sprache), Forst, Josefstraße 10

### Berufliche Schulen
Bretten
- Berufliche Schulen Bretten, Wilhelmstr. 22

Bruchsal
- Käthe-Kollwitz-Schule, Reserveallee 5
- Handelslehranstalt, Stadtgrabenstraße 1
- Balthasar-Neumann-Gewerbeschule 1, Franz-Sigel-Straße 59a
- Balthasar-Neumann-Gewerbeschule 2, Franz-Sigel-Straße 59a

Ettlingen
- Albert-Einstein-Schule, Beethovenstraße 1
- Wilhelm-Röpke-Schule, Beethovenstraße 1
- Bertha-von-Suttner-Schule, Beethovenstraße 1

### Sonstige Bildungsstätten in öffentlicher Trägerschaft
- Landesfeuerwehrschule Baden-Württemberg, Bruchsal, Steinackerstr. 47
- Pflegeschule der RKH Kliniken des Landkreises Karlsruhe an der RKH Rechbergklinik Bretten, Bretten, Edisonstraße 8
- Volkshochschule im Landkreis Karlsruhe, Karlsruhe, Ettlinger Straße 27
  - Außenstelle Malsch, Sezanner Straße 22
  - Außenstelle Marxzell, Am Dobelblick 3
  - Außenstelle Rheinstetten, Hauptstraße 2
  - Außenstelle Dettenheim, Friedrichstraße 46b
  - Außenstelle Eggenstein-Leopoldshafen, Friedrichstraße 32
  - Außenstelle Graben-Neudorf, Bachstraße 5
  - Außenstelle Linkenheim-Hochstetten, Karlsruher Straße 15
  - Außenstelle Pfinztal, Wacholderweg 5
  - Außenstelle Stutensee, Spechaa Straße 23
  - Außenstelle Walzbachtal, Kraichgaustraße 9
  - Außenstelle Weingarten, Am Bildhäusle 9
  - Außenstelle Kürnbach, Kernerstraße 3
  - Außenstelle Oberderdingen, Franz von Sickingen Straße 95/1
  - Außenstelle Sulzfeld, Gotthold-Lessing-Straße 10
  - Außenstelle Zaisenhausen, Hauptstraße 180

## Schulen in freier Trägerschaft

### Allgemeinbildende Schulen

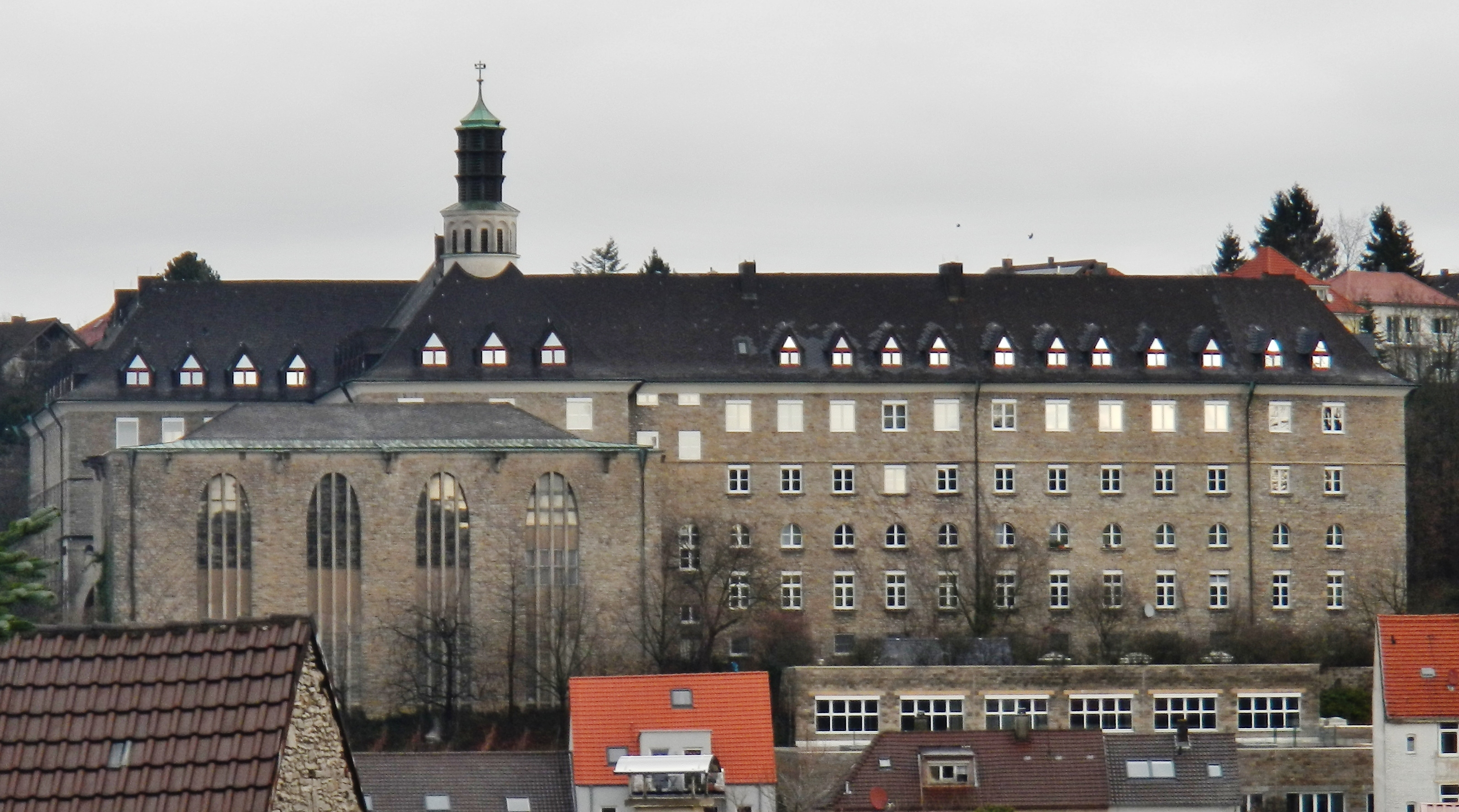
Schulgebäude des privaten Gymnasium St. Paulusheim in Bruchsal

- Aloys-Henhöfer-Schule (Grund-, Haupt-, Werkreal- und Realschule, Gymnasium und SBBZ mit dem Förderschwerpunkt Lernen), Pfinztal, Industriestraße 2
- Augustinusschule (SBBZ mit Förderschwerpunkt soziale und emotionale Entwicklung), Ettlingen, Schöllbronner Straße 78
- Christliche Schule Hard (Grund-, Realschule und Gymnasium), Linkenheim-Hochstetten, Albert-Schweitzer-Straße 6
- Heinz von Förster Schule (SBBZ mit Förderschwerpunkt soziale und emotionale Entwicklung), Karlsbad, Lindenstr. 47
- Heisenberg-Gymnasium (Gymnasium), Bruchsal, Sportzentrum 13c
- Heisenberg-Gymnasium (Gymnasium), Ettlingen, Am Lindscharren 8-10
- Hohbergschule (SBBZ mit Förderschwerpunkt soziale und emotionale Entwicklung), Bretten, Pforzheimer Straße 113
- St. Paulusheim (Gymnasium), Bruchsal, Huttenstraße 49
- Schloss-Schule (SBBZ mit Förderschwerpunkt emotionale und soziale Entwicklung), Stutensee, Schloss
- Waldhausschule (Grund-, Werkrealschule und SBBZ mit Förderschwerpunkt Lernen), Malsch, Am Kaufmannsbrunnen 17

### Berufsbildende Schulen
- Bildungszentrum Schloss Flehingen (Fachschule für Sozialpädagogik), Oberderdingen, Gochsheimer Straße 19
- Gesundheits- und Krankenpflegeschule an der Fürst-Stirum-Klinik Bruchsal, Bruchsal, Robert-Koch-Straße 10
- Institut Sancta Maria (Katholische Fachschule), Bruchsal, Hochstraße 6
- Internatsschule Langensteinbacher Höhe (hauswirtschaftliche Fachschule), Karlsbad, Titusweg 3–5
- Jagdschule in Baden, Hambrücken, Am Speckgraben 7
- SRH Fachschule für Ergotherapie, Karlsbad, Butzstraße 2
- SRH Fachschule für Physiotherapie, Karlsbad, Butzstraße 2
- Schule für Gesundheit und Krankenpflegeberufe am SRH Klinikum, Karlsbad, Guttmannstraße 1